# NGC 2081
NGC 2081 is een door een emissienevel omgeven open sterrenhoop in het sterrenbeeld Goudvis. Het hemelobject ligt ongeveer 160.000 lichtjaar van de Aarde verwijderd en werd in 1834 ontdekt door de Britse astronoom John Herschel.

## Synoniemen
- ESO 57-SC13